# سیرا دیلارد
سیرا دیلارد (انگلیسی: Cierra Dillard؛ زادهٔ ۸ مهٔ ۱۹۹۶) بازیکن بسکتبال اهل ایالات متحده آمریکا است.